# Майстора и Маргарита (сериал)
„Майсторът и Маргарита“ е многосериен руски игрален филм на режисьора Владимир Бортко по едноименния роман на Михаил Булгаков. Премиерата му е на 19 декември 2005 г. по телеканал „Россия“.

## Актьорски състав
- Александър Абдулов: Коровиев
- Александър Адабашян: Берлиоз
- Олег Басилашвили: Воланд
- Александър Баширов: Бегемот
- Сергей Безруков: Йешуа
- Александър Галибин: Майстора
- Владислав Галкин: Бездомни
- Анна Ковалчук: Маргарита
- Таня Ю: Хела